# Liliya Vasilchenko
Lilia Vasiltchenko (né le 8 juin 1962 à Novossibirsk - morte le 19 décembre 2011) est une ancienne fondeuse soviétique.

## Championnats du monde
- Championnats du monde de ski nordique 1985 à Seefeld 
  -  Médaille d'or en relais 4 × 5 km

## Coupe du monde
- Meilleur classement final : 15e en 1985
- Meilleur résultat : 3e